# 农民讲道馆农业短期大学
农民讲道馆农业短期大学（日语：／ Nōmin Kōdōkan Nōgyō Tanki Daigaku *）是过去一所位于日本埼玉县与野市的私立短期大学。

## 概要

### 简介
- 学校最早可以追溯到于1933年。短期大学成立为于1954年开办[1]、由学校法人农民讲道馆经营[2]。招生到1961年、停办于1963年[2]。以前短期大学校园改编为高等学校[注 2] 的校舍[2]。

### 历史
- 1954年 农民讲道馆农业短期大学成立并同时设置农科。
- 1961年 横尾总三郎逝世。
- 1961年 最后一年招生、次年停止招生（正式停办于1963年3月30日[1]）。

## 组织

### 学科
- 农科

### 专科
- 没有

### 业余课程
- 没有

## 学校环境
- 埼玉县与野市圆阿弥[注 1]

## 历任校长
- 横尾总三郎

## 相关链接
- 日本短期大学列表